# Glenn McGrath
Glenn Donald McGrath (Dubbo, Australia, 9 de febrero de 1970) es un exjugador de críquet australiano. Fue honrado durante la séptima entrega anual de los premios Bradman en Sídney el 1 de noviembre de 2012. Fue incluido en el Salón de la fama de la ICC en enero de 2013. McGrath es el lanzador rápido más exitoso en la historia del cricket. En Test Cricket, ha tomado 563 terrenos. Ocupa el cuarto lugar en la lista de todos los tiempos del mayor tomador de wicket. Se convirtió en el primer lanzador rápido en jugar 100 Test Cricket para Australia en julio de 2004 contra India en Nagpur.

## Trayectoria deportiva
En noviembre de 1993, McGrath hizo su debut en Test Cricket para Australia contra Nueva Zelanda. Hizo su debut en One Day International contra Sudáfrica el 9 de diciembre de 1993. El 17 de febrero de 2005, McGrath hizo su debut en Twenty20 contra Nueva Zelanda.
El 23 de diciembre de 2006, McGrath anunció su retiro de Test Cricket. Su último partido de Test Cricket fue el quinto Ashes Test Cricket contra Inglaterra en Sídney en enero de 2007.